# Make Poverty History

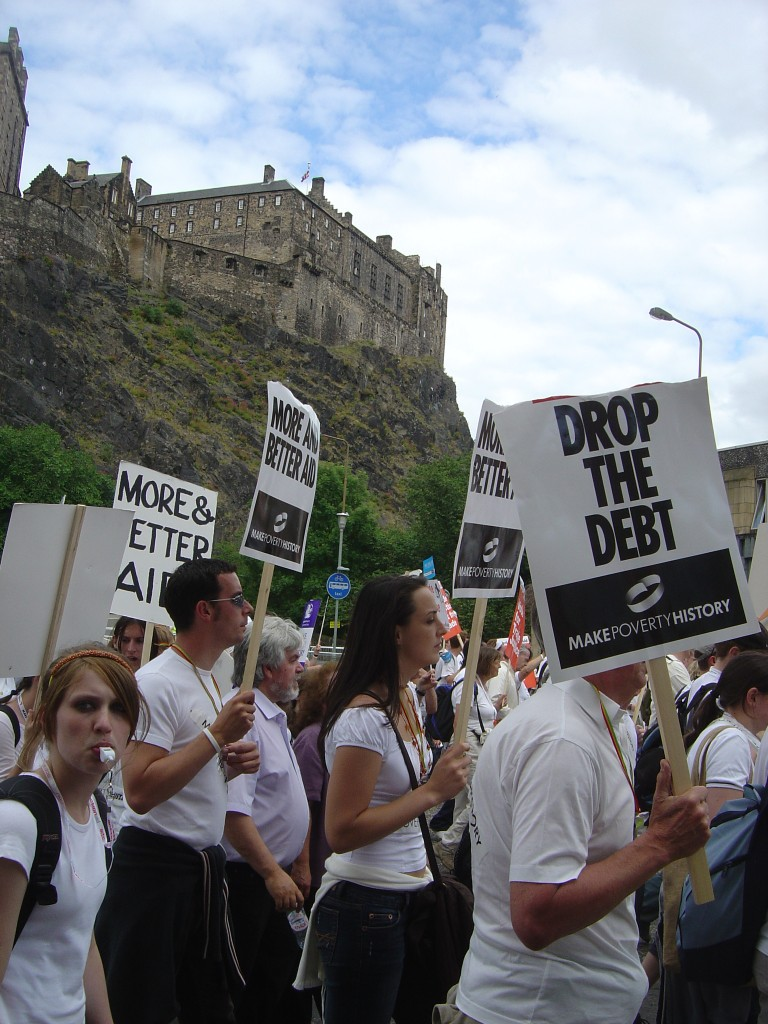
Deltagare i "Make Poverty History"-marschen i Edinburgh, 2 juli 2005.

Make Poverty History (MPH) är en global kampanj med mål att avskaffa fattigdomen i världen. Kampanjen lanserades i förbindelse med live 8-konserten den 2 juli 2005.